# 格羅寧根博物館
格羅寧根博物館（荷蘭語：Groninger Museum）是荷蘭城市格羅寧根的一座博物館，展示當地、荷蘭及國際的現代藝術、當代藝術展品。

## 历史
格羅寧根博物館開業於1874年，現在的博物館建築設計者是Philippe Starck、Alessandro Mendini、Coop Himmelb(l)au，竣工於1994年。自2008年開始，博物館年均參觀人數在17.3萬人至29.2萬人，是格羅寧根省參觀人數最多的博物館。

## 外部連結

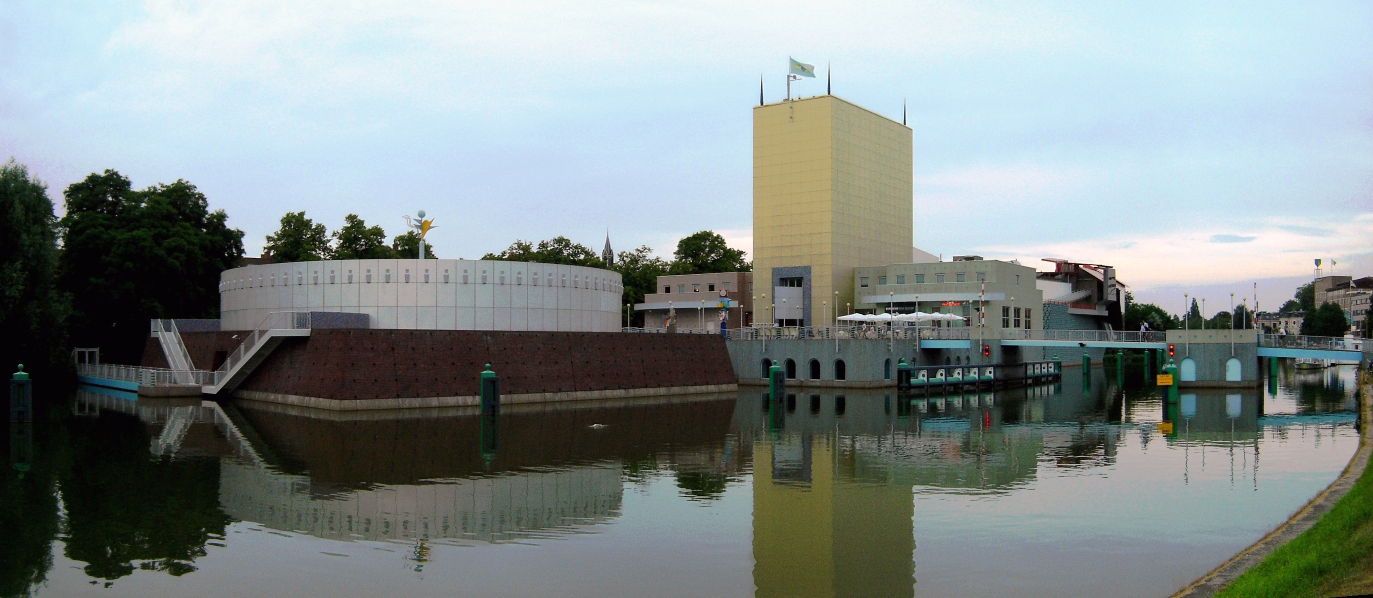
格羅寧根博物館

- Groninger Museum , official website